# Monochamus rubigineus
Monochamus rubigineus là một loài bọ cánh cứng trong họ Cerambycidae.